# Escut dels Prats de Rei
L'escut oficial dels Prats de Rei té el següent blasonament:
Escut caironat quarterat: 1r i 4t. d'argent, 3 roses de gules; 2n. i 3r. d'or, 4 pals de gules. Per timbre una corona mural de vila.

## Història
Va ser aprovat el 16 de juny de 1983 i publicat al DOGC el 27 de juliol del mateix any amb el número 348.
Armes parlants: les roses són un senyal referit al nom de Prats, i els reis estan representats per les quatre barres de Catalunya. La vila reial de Prats va rebre la carta de població d'Alfons I el 1188.